# Charlie and the Chocolate Factory
Charlie and the Chocolate Factory (Brasil: A Fantástica Fábrica de Chocolate / Portugal: Charlie e a Fábrica de Chocolate) é um livro infantil de autoria do escritor galês Roald Dahl, escrito em 1964. A história apresenta as aventuras do jovem Charlie Bucket dentro da fábrica de chocolate do excêntrico chocolateiro Willy Wonka.
A história foi originalmente inspirada na experiência de Roald Dahl em empresas de chocolate durante seus tempos de escola na Repton School em Derbyshire. A Cadbury costumava enviar pacotes de testes aos alunos em troca de suas opiniões sobre os novos produtos. Naquela época (por volta da década de 1920), Cadbury e Rowntree's eram os dois maiores fabricantes de chocolate da Inglaterra e cada um deles frequentemente tentava roubar segredos comerciais enviando espiões, se passando por funcionários, para a fábrica do outro - inspirando a ideia de Dahl para os espiões ladrões de receitas ( como o rival de Wonka, Slugworth) retratado no livro. Por causa disso, ambas as empresas tornaram-se altamente protetoras em relação aos seus processos de fabricação de chocolate. Foi uma combinação desse sigilo e das máquinas elaboradas, muitas vezes gigantescas, da fábrica que inspirou Dahl a escrever a história.
Charlie e a Fábrica de Chocolate são frequentemente classificados entre as obras mais populares da literatura infantil.. Em 2012, Charlie Bucket brandindo um Golden Ticket apareceu em um selo de primeira classe do Royal Mail no Reino Unido. O romance foi publicado pela primeira vez nos Estados Unidos por Alfred A. Knopf, Inc. em 1964 e no Reino Unido por George Allen & Unwin 11 meses depois. A sequência do livro,Charlie and the Great Glass Elevator, foi escrita por Dahl em 1971 e publicada em 1972. Dahl também planejou escrever um terceiro livro da série, mas nunca o terminou.
O livro também foi adaptado para dois grandes filmes: Willy Wonka & the Chocolate Factory em 1971 e Charlie and the Chocolate Factory em 2005. Um filme explorando as origens de Willy Wonka foi lançado em 2023. O livro gerou uma franquia de mídia com vários videogames, produções teatrais e mercadorias.